# Fujin Gahō
Fujin Gahō (婦人画報, revue féminine illustrée) est un magazine féminin mensuel fondé par la maison d'édition japonaise Kinjigahō-sha. Son premier numéro est publié en juillet 1905. L'année 1999, il est racheté par la société française Hachette Filipacchi, puis, en 2011, cédé au groupe de médias américain Hearst Corporation.
Destiné à un public de femmes aisées, Fujin Gahō se veut prescripteur des tendances de la mode et de l'art de vivre japonais.

## Présentation
En juillet 1905, la maison d'édition japonaise Kinjigahō-sha publie le premier numéro d'un nouveau magazine féminin : Fujin Gahō. Le premier directeur de publication de celui-ci est l'écrivain Kunikida Doppo,. Destiné à un public de femmes au foyer (40 ans et plus), le mensuel se distingue par une abondance d'illustrations,,. Dès ses premiers numéros, s'affirmant un magazine représentatif du Japon moderne, il introduit, auprès des Japonaises aisées, des tendances de modes importées d'Occident.
Après la mort de Doppo, la publication passe sous le contrôle de l'éditeur Tōkyō-sha et est renommée successivement Tōkyō Fujin Gahō (« revue féminine illustrée de Tōkyō »), Tōyō Fujin Gahō (« revue féminine illustrée d'Orient »), puis, en mai 1944, Senjijosei (« Femmes en temps de guerre »). Sa difussion est interrompue pendant la guerre du Pacifique (1941-1945). Elle reprend, après-guerre, en octobre 1945, sous son nom d'origine.
En 1999, la filiale japonaise du groupe français Hachette Filipacchi acquiert le titre de presse et fonde l'entreprise Hachette Fujingahō-sha,. En juiller 2011, la société Hearst Fujingahō est fondée, après la cession du magazine de mode au groupe de médias américain Hearst Corporation,,.
Dans les années 2010, Fujin Gahō poursuit sa diffusion de conseils pratiques et la promotion d'un mode de vie propre à la population féminine japonaise,. Son tirage mensuel est de 95 000 exemplaires et le prix du numéro est d'environ mille yens (7,70 euros).
Depuis sa création à la fin de l'ère Meiji (1868-1912), Fujin Gahō est une caisse de résonance des transformations sociales en cours au Pays du Soleil levant. Comme magazine de mode destiné aux femmes aisées et modernes, le mensuel se fait, selon les périodes, prescripteur des valeurs esthétiques traditionnelles japonaises (iki) ou promoteur de goûts et de tendances importés d'Occident, l'élégance à la française (shikku), en particulier.